# Seo Ji-hye
Seo Ji-hye (* 24. August 1984 in Seoul) ist eine südkoreanische Schauspielerin; Bekanntheit erlangte sie vor allem durch ihre Auftritte in TV-Dramen.

## Leben
Seo Ji-hye studierte an der Sungkyunkwan-Universität und begann ihre Schauspielkarriere 2003 mit einer Rolle in der Fernsehserie All In. Ihre erste Hauptrolle spielte sie 2005 als Seon-min im Horrorfilm Voice. In den folgenden Jahren wirkte Seo als Hauptdarstellerin in mehreren Fernsehproduktionen mit, darunter in Over the Rainbow sowie im zweiteiligen Historiendrama Legend of Hyang Dan.
2010 spielte Seo Königin Heo Hwang-ok in der Historienserie Kim Su-ro, The Iron King, die vom Leben des legendenumwobenen Königs Suro handelt. Im Jahr darauf war sie in einer Hauptrolle in der Tragikomödie The Suicide Forecast sowie in der Dramaserie 49 Days zu sehen. 2014 übernahm Seo die Hauptrolle der Yoon Shin-ae in der 114 Folgen langen Serie The Noblesse.
2018 verkörperte Seo Ji-hye die Konkubine Jo-ssi im während der Joseon-Dynastie spielenden Zombiefilm Rampant. Im selben Jahr wirkte sie zudem in der Arztserie Heart Surgeons mit und war als Seo Dan in der Netflix-Serie Crash Landing on You zu sehen (2019–20). In der Science-Fiction-Thriller-Serie Dr. Brain spielte Seo 2021 die Rolle von Lieutenant Cho. 2022 folgte die Hauptrolle der Hong Ye-sool in Kiss Sixth Sense.

## Filmografie (Auswahl)
- 2003: All In (Orin; Fernsehserie)
- 2005: Voice (Yeogo goedam 4: Moksori)
- 2006: Over the Rainbow (Fernsehserie, 16 Folgen)
- 2007: Legend of Hyang Dan (Hyangdanjeon; zweiteiliger Fernsehfilm)
- 2010: Kim Su-ro, The Iron King (Kim Su-ro; Fernsehserie, 32 Folgen)
- 2011: The Suicide Forecast (Susanghan Gogaekdeul)
- 2011: 49 Days (49il; Fernsehserie, 20 Folgen)
- 2014: The Noblesse (Gwibooin; Fernsehserie, 114 Folgen)
- 2014: Punch (Fernsehserie, 19 Folgen)
- 2016: Don’t Dare to Dream (Jiltueui Hwasin; Fernsehserie, 24 Folgen)
- 2017–2018: Black Knight: The Man Who Guards Me (Heukgisa; Fernsehserie, 20 Folgen)
- 2018: Rampant (Changgwol)
- 2018: Heart Surgeons (Hyungbuoegwa: Simjang-eul Humchin Uisadeul; Fernsehserie, 28 Folgen)
- 2019–2020: Crash Landing on You (Sarang-ui Bulsichak; Fernsehserie, 16 Folgen)
- 2020: Dinner Mate (Jeonyeok Kati Deusilraeyo; Fernsehserie, 32 Folgen)
- 2021: Dr. Brain (Dr. Beurein; Fernsehserie, 6 Folgen)
- 2022: Kiss Sixth Sense (Kiseu Sikseu Senseu; Fernsehserie, 12 Folgen)
- 2022: Unschuldig (Adamaseu; Fernsehserie, 16 Folgen)
- 2024: Love Next Door (Eommachinguadeul; Fernsehserie, 16 Folgen)